# Plaça porticada de Santa Pau
La Plaça porticada de Santa Pau és una plaça pública de Santa Pau (Garrotxa) inclosa a l'Inventari del Patrimoni Arquitectònic de Catalunya.

## Descripció
La plaça és una mena de triangle deformat, amb una diversitat de línies als pòrtics: alguns són apuntats, altres rodons, alts, baixos, etc. Està presidida per l'església parroquial de Santa Maria i per gran casal dels barons de Santa Pau. És un important exemple de l'arquitectura simple, rústega, popular i allunyada de grans pretensions. Com diu Josep Pla: "No és una arquitectura provinent de les pretensions de l'ésser humà: és una arquitectura per a bous i vaques. És un conjunt del gòtic comarcal, boví, d'una admirable simplicitat".

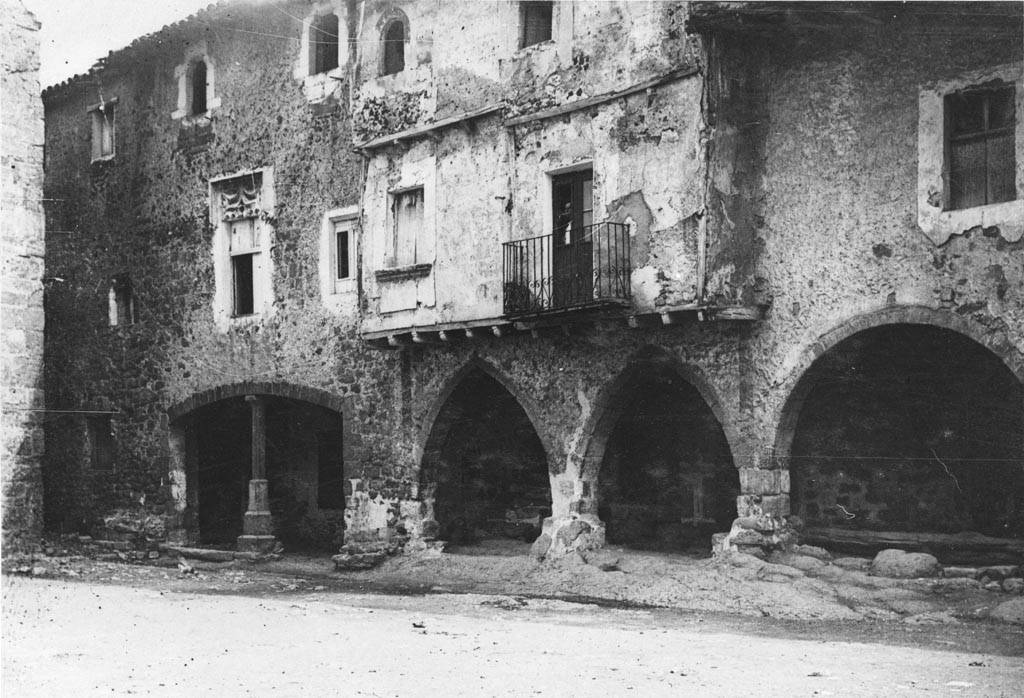
La plaça entre 1890 i 1923

Hi ha una finestra destacada situada sobre un arc de punt rodó de mitja volta. Als costats presenta dues columnes estriades amb capitells decorats amb relleus. El frontó, també fet en relleu, té dues columnes petites estriades a les bandes i al mig una decoració de dos octògons i dos quadrats. Sobre aquest frontó hi ha una decoració d'una voluta, trencada a la part dreta.

## Història
La construcció de la plaça porxada o del firal dels bous es deu a l'empenta constructiva dels barons de la vila. Aixecat el castell i les fortificacions calia condicionar el reducte per a la vida del petit poble que va néixer sota la seva ombra. Alguns historiadors han volgut veure en la inclinació d'algunes de les porxades l'empremta deixada pels moviments sísmics que, per tres vegades durant el segle xv, trasbalsaren la comarca.